# Брайт, Крис (хоккеист)
Крис Брайт (англ. Chris Bright; род. 14 октября 1970, Гуэлф, Онтарио, Канада) — канадский и японский хоккеист. Бронзовый призёр Чемпионата мира.

## Карьера
Начинал свою карьеру в различных заокеанских дивизионах. Несколько лет провел в АХЛ. Вызывался в сборную Канады, так как в те годы за неё не играли представители НХЛ. За неё Брайт выступал на Кубке Шпенглера и чемпионате мира 1995 года. На нём нападающий вместе с партнёрами завоевал «бронзу».
Затем Брайт в течение 10 лет выступал в чемпионате Японии. Под уговоры главного тренера сборной Японии Марка Махона принял японское гражданство и сыграл за «самураев» на чемпионате мира 2004 года.
Заканчивал свою карьеру Крис Брайт в европейских чемпионатах.

## Достижения
- Бронзовый призёр чемпионата мира: 1995
- Обладатель Кубка Шпенглера: 1995